# Karl-Heinz Adler

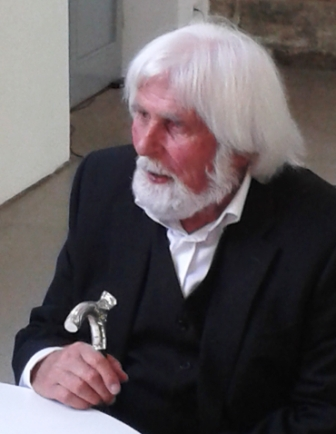
Karl-Heinz Adler (2015)

Karl-Heinz Adler (* 20. Juni 1927 in Remtengrün; † 4. November 2018 in Dresden) war ein deutscher Maler, Grafiker und Konzeptkünstler.

## Biographie
Karl-Heinz Adler wuchs in einfachen Verhältnissen auf. Von 1941 bis 1944 erlernte er den Beruf des Musterzeichners und begann ein Studium an der Staatlichen Meisterschule für Textilindustrie zu Plauen als Schüler von Walther Löbering. Von 1947 bis 1953 studierte er an der Hochschule für die bildenden Künste in Berlin (West) bei Arthur Degner und an der Hochschule für Bildende Künste Dresden bei Wilhelm Rudolph und Hans Grundig. In Dresden erlangte er 1953 das Diplom und wurde Mitglied im Verband Bildender Künstler der DDR.
Zwei Jahre später begann Adler an der TH Dresden mit der Lehr- und Forschungstätigkeit auf dem Gebiet der Architektur und Skulptur am Bau. 1957 konnte er das südfranzösische Keramikzentrum Vallauris und Pablo Picasso besuchen. 1957 und 1958 schuf er erste konstruktiv-gestalthafte Collagegruppen, basierend auf dem Prinzip der Schichtung serieller geometrischer Elemente, wie Quadrate, Dreiecke, Halb- und Viertelkreise. Seit 1960 war er Mitglied der Produktionsgenossenschaft Bildender Künstler Kunst am Bau in Dresden. Von 1961 bis 1966 war Adler als Künstlerischer Leiter für Bildende Kunst am Zentralhaus für Kulturarbeit in Leipzig tätig.
Ab 1968 entwickelte er zusammen mit Friedrich Kracht das Betonformsteinsystem sowie serielle Systeme für Fassaden, Brunnen und Spielplätze. Diese wurden ab 1970 industriell gefertigt. Eine ihm 1979 angebotene Gastdozentur an der Kunstakademie Düsseldorf wurde von den DDR-Behörden untersagt. 1982 hatte Adler seine erste Einzelausstellung in der Galerie Mitte in Dresden. 1984 stellte er in der Kunsthalle Malmö aus. Von 1988 bis 1995 hatte er eine Gastprofessur an der Kunstakademie Düsseldorf inne.
Durch seine Ehefrau, die Kunstwissenschaftlerin Ingrid Adler, die sich für die konkreten Künstler der DDR mit Vorträgen, Veröffentlichungen und Ausstellungen im In- und Ausland einsetzte, kam zwischen den Dresdner konkreten Künstlern Manfred Luther (1925–2004) und Wilhelm Müller (1928–1999) eine enge freundschaftliche Beziehung zustande, die sich u. a. in gemeinsamen Ausstellungen manifestierte.

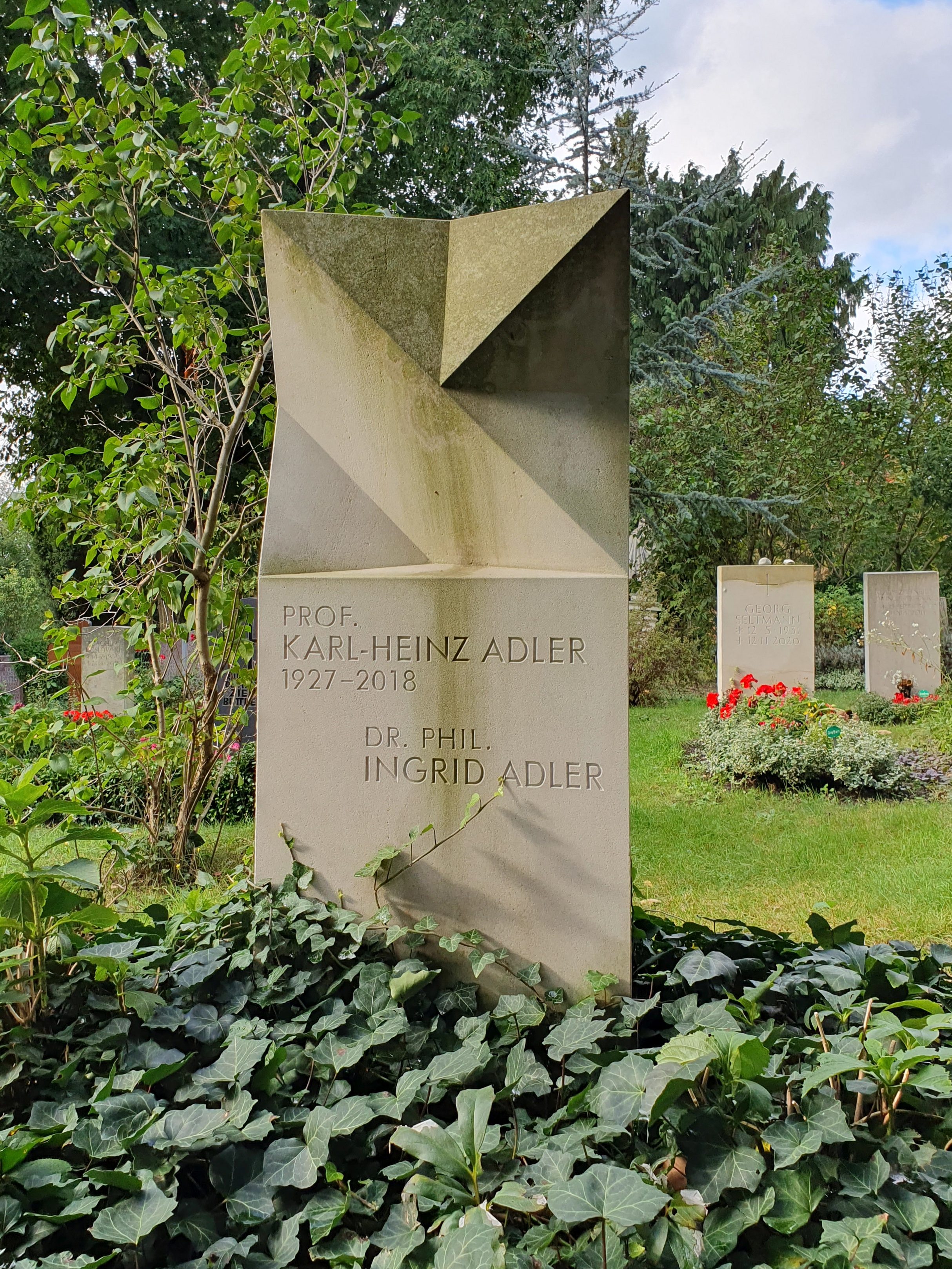
Grab von Karl-Heinz Adler auf dem Loschwitzer Friedhof

Als ordentliches Mitglied des Deutschen Künstlerbundes (DKB) nahm Adler an den DKB-Jahresausstellungen 1992 und 1993 teil. Adler starb am 4. November 2018 im Alter von 91 Jahren in Dresden. Sein Grab befindet sich auf dem Loschwitzer Friedhof.
Adler war in erster Ehe mit Maria-Adler-Krafft verheiratet. Ihre 1953 geborene Tochter Leonore Adler ist Malerin und Grafik-Designerin.

## Ehrungen
- 1988: Vordemberge-Gildewart-Preis für konkrete Kunst, Schweiz
- 1995: zweimonatiger Ehrenaufenthalt in der Deutschen Akademie Villa Massimo, Rom
- 2008: Kunstpreis der Landeshauptstadt Dresden
- 2018: Bundesverdienstkreuz 1. Klasse

## Werke (Auswahl)

### Baubezogene Werke
- 1968–74: Wandgestaltung (Betonformstein; gemeinsam mit Friedrich Kracht), Gebäude der Robotron-Elektronik-Verwaltung, Dresden
- 1975–1976: Wandbild im Eingangsbereich im Rathaus Plauen (Keramikgranulat-Technik; mit Friedrich Kracht).[6] Das Wandbild wurde 1987 mit Sandsteinplatten abgedeckt und geriet in Vergessenheit. 2021 wurde es wieder freigelegt und restauriert, seit Mitte 2024 ist es wieder öffentlich zugänglich.[7][8]
- um 1977: Wandgestaltung in der Gedenkstätte Tötungsanstalt Pirna-Sonnenstein (variables Schablonensystem, keramisches Granulat; mit Siegfried Schade und Kracht)[9]
- 1984/85: Treppenhausverkleidung aus Betonformsteinen und Natursteinwandverkleidung für die Neubauten der Bezirksbehörde der Deutschen Volkspolizei und der Bezirksverwaltung für Staatssicherheit in Leipzig (gemeinsam mit Friedrich Kracht)[10]

### Malerei und Grafik
- 1980–1982: Farbiger Rhombus (Mehrfarbiger Siebdruck; in der Graphik-Edition XIII des Verlags Philipp Reclam jun. Leipzig Graphische Etüden. Sachlich, Konstruktiv, Experimentell)[11]
- 1982: Sechs geschichtete Rechtecke, mittig ausgeklappt. Eingefärbter Pressspan auf weiß grundierter Spanplatte, Galerie Neue Meister, Dresden[12]
- 2002: Zerstörtes Quadrat – neu formiert in Ocker und Schwarz. Relief.

## Ausstellungen

### Einzelausstellungen (Auswahl)
- 1982: Galerie Mitte, Dresden
- 1984: Kunsthalle Malmö, Schweden
- 1987: Nationalmuseum Szczecin, Polen
- 1993: Josef Albers Museum, Bottrop
- 1997: Karl-Heinz Adler. Malerei. Objekte. Zeichnungen. Kunsthalle im Lipsius-Bau, Dresden
- 1997: Museum Folkwang, Essen
- 2004: Kunstsammlungen Chemnitz
- 2005: Karl-Heinz Adler. konkret – verformt – illusionär. Galerie Kunst im Gang, Bamberg
- 2012: Karl-Heinz Adler. Bildräume Raumbilder. Deutsche Werkstätten Hellerau, Werkstätten-Galerie
- 2016: Karl-Heinz Adler. systeme/systems. Galerie EIGEN + ART Berlin
- 2017: Karl-Heinz Adler. Ganz Konkret. Albertinum Dresden[13]
- 2017: Karl-Heinz Adler. Altana Galerie im Görges-Bau, TU Dresden

#### Posthum
- 2019: Hommage à Karl-Heinz Adler. Kunstsammlung Chemnitz[14]
- 2021: Karl-Heinz Adler. Metrics. Galerie EIGEN + ART Berlin
- 2024/2025: Karl-Heinz Adler. Raum und Ordnung. Galerie EIGEN + ART Berlin

### Gruppenausstellungen (Auswahl)
- 1953, 1962/1963, 1972/1973, 1977/1978 und 1982/1983: Deutsche Kunstausstellung bzw. Kunstausstellung der DDR in Dresden
- 1957: Junge Künstler. Ausstellungspavillon Werderstraße, Berlin
- 1979 und 1985: Bezirkskunstausstellung Dresden
- 2013: Punkte und Linie zur Fläche. Galerie 2. Stock, Neues Rathaus Dresden
- 2015–2016: Schaudepot #7 / Abstrakte Bilder. Gemäldedepot des Kunstfonds der Stadt Dresden[15]
- 2015–2016: konkret auf papier. Kunst Konzepte Realisation, Duisburg[16]
- 2016: Virus Form. Geometrisches aus Dresden von 1920 bis 2016. Galerie Gebr. Lehmann, Dresden und Berlin[17]
- 2016: Augenstern – Alterswerke IV im Sächsischen Landtag
- 2017: Konstruktiv – Konkrete. Die Kunst des Individuellen Realismus. Galerie Object40 in Berlin
- 2017: Rot kommt vor Rot. Sammlungspräsentation Museum Ritter, Waldenbuch[18]
- 2017: Hinter der Maske. Künstler in der DDR. Museum Barberini, Potsdam[19]
- 2018: Rastern. Siebdruck in Dresden von den Anfängen bis zur Gegenwart. Galerie Leonhardi-Museum Dresden